# Mazda CX-30
El Mazda CX-30 es un SUV crossover del segmento C fabricado por Mazda. Se basa en la cuarta generación del Mazda3, debutó en el Salón del Automóvil de Ginebra de 2019, para posicionarse entre el CX-3 y el CX-5. El CX-30 tiene un sistema de tracción integral en la versión más equipada y una construcción de peso ligero para mejorar el desempeño y la economía de combustible. Estará disponible a la venta a finales de 2019, con las unidades globales siendo producidas en la fábrica de Mazda en Hiroshima y en la de Salamanca en México, y las unidades asiáticas en la planta AutoAlliance Thailand en Rayong.
De acuerdo con Naohito Saga, el gerente de programa del CX-30, el nuevo modelo está enfocado a conductores que sigan solteros o que estén casados y comenzando una familia en los Estados Unidos. El jefe de diseño de Mazda, Ryo Yanagisawa dijo que será más aceptable como un auto familiar en Europa y Japón. Saga también mencionó que Mazda nombró al vehículo CX-30 para evitar confusión con el CX-4 del mercado chino.
El CX-30 estará disponible en México en noviembre de 2019 y en el Reino Unido en diciembre de 2019.
|                                                        |
| Presentación en el Salón del Automóvil de Ginebra 2019 |

|               |
| Vista trasera |

|          |
| Interior |